# 西峪惨案纪念地
西峪惨案纪念地，位于中华人民共和国山西省晋中市昔阳县三都乡西峪村，已列为山西省文物保护单位。

## 保护
2021年8月4日，西峪惨案纪念地由山西省人民政府公布为第六批山西省文物保护单位，编号6-294。